# Robert Simac
Robert Simac (n. 1952, Mulhouse, Franța) este un fost pilot de curse francez.
Din 2013 până în 2017, Robert Simac a câștigat titlul de campion european la Formula 2 FIA „mașini istorice”, cinci ani la rând, conducând un March 712 M (șasiu nr. 11), revopsit și redecorat cu adevăratele sale culori originale, pe care Jean-Pierre Jaussaud⁠(d) îl pilotase în 1971 în cadrul echipei Arnold.